# Kryddgrovan
Kryddgrovan är ett naturreservat i Norsjö kommun i Västerbottens län.
Området är naturskyddat sedan 1958 och är 2 hektar stort. Reservatet barrskogsområde med grova tallar och granskog som med sin bördighet avviker från den omgivande tallhedsnaturen.